# We the People (Flipsyde)
| Recensione | Giudizio |
| ---------- | -------- |
| AllMusic   |          |

We the People è un album studio del gruppo musicale statunitense Flipsyde, pubblicato nel 2005.

## Tracce
1. Someday – 4:01
2. Spun – 3:54
3. U.S. History – 5:13
4. Flipsyde – 4:37
5. Revolutionary Beat – 5:02
6. Time – 4:26
7. No More – 4:31
8. Train – 4:17
9. Get Ready – 3:23
10. Angel – 4:27
11. Skippin' Stones – 3:46
12. Trumpets – 3:57
13. Happy Birthday – 3:16